# François Troukens
François Troukens, (Nijvel, 31 december 1969), is een Belgisch filmregisseur en scenarioschrijver. Hij is ook radio- en tv-presentator. 
Troukens zat in het crimineel milieu in de jaren 1990, waarbij hij deelnam aan meerdere gewapende overvallen. 
In 2017 komt zijn eerste langspeelfilm Tueurs in de zalen.